# حمام مغربي

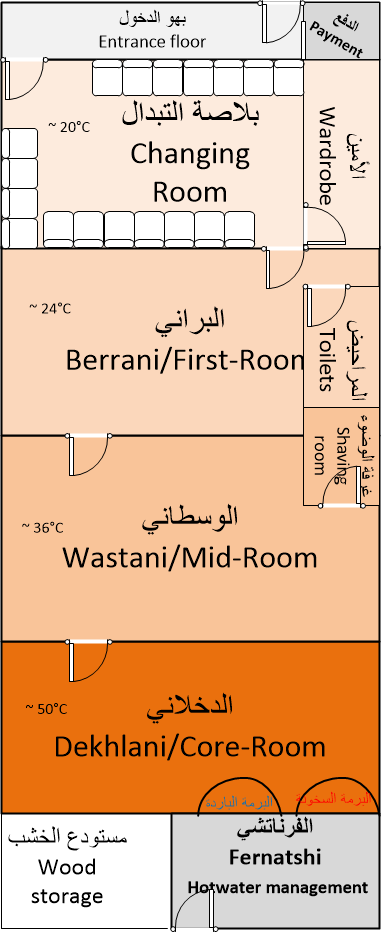
رسم تبياني للهندسة المعمارية للحمام المغربي التقليدي (الفاسي)

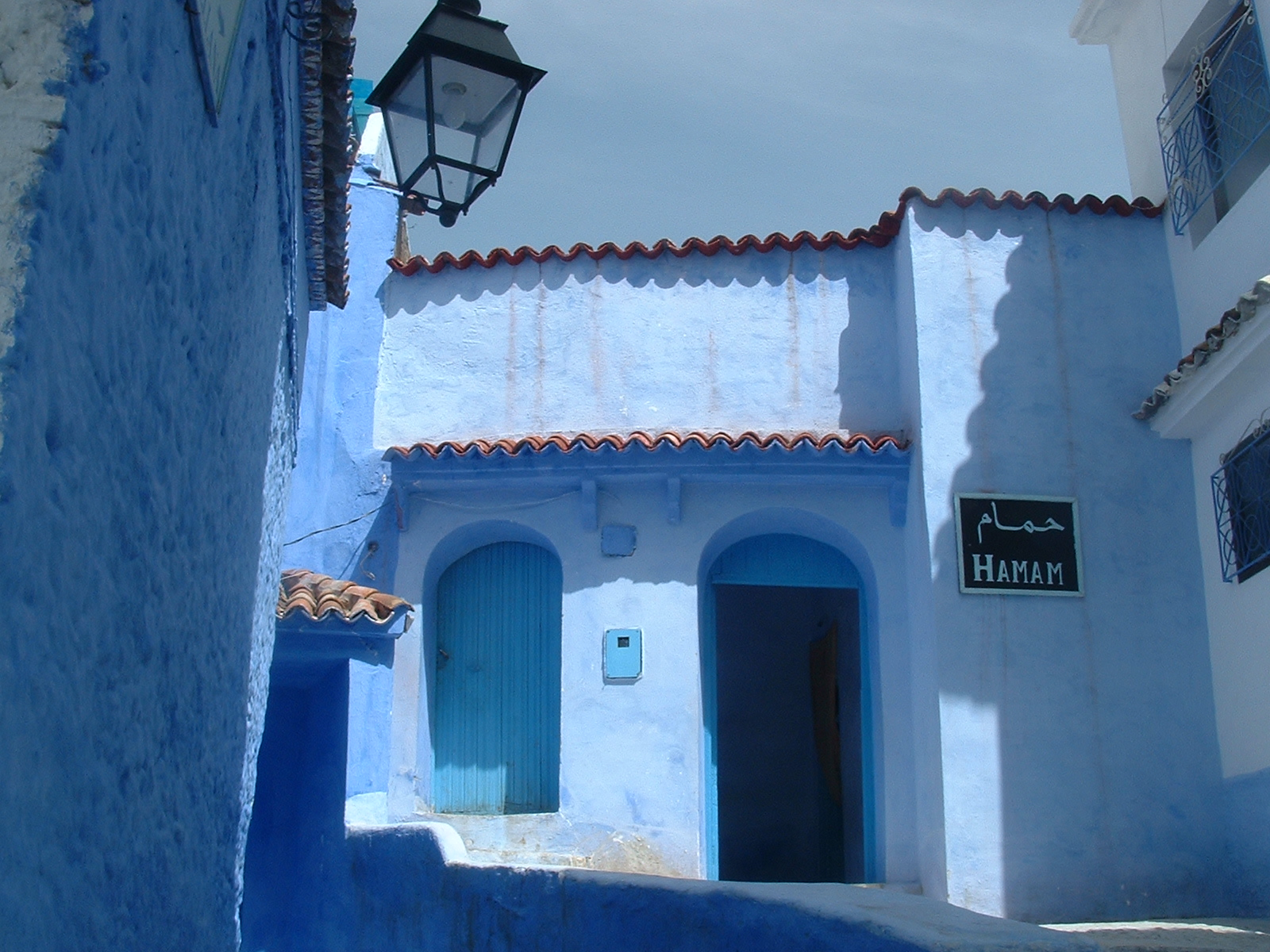
مدخل حمام شعبي في مدينة شفشاون

الحمام المغربي التقليدي هو عبارة عن حمام بخار ساخن (حوالي 50 درجة مئوية) ورطب (رطوبة 100٪). منذ قرون و المغاربة يقصدون أسبوعياً الحمام المغربيّ الشعبيّ حتى يومنا الحاضر؛ لتميّزه في تنظيف، وتقشير البشرة بالإضافة إلى أنّه ملتقى للعائلة، والأصدقاء، و طقوس الزفاف، وعادةً ما تبدأ طقوسه بنقع الجسم بالماء الساخن، ثمّ وضع غسول الطين المغربي، وبعدها الاستحمام بالصابون المغربيّ ذي اللون الأسود الذي يتميّز عن غيره من أنواع الصّابون، ثُم الاستحمام بالماء البارد لإغلاق المسام، وقد يتبادر إلى الذّهن بعض التّساؤلات حول الاختلاف بين الحمام المغربيّ، والحمام التّركي، والفرق بينهما هو أنّ الحمام المغربي يتميّز بتنظيف البشرة بالبخار، والصّابون الأسود، أمّا الحمام التّركي يستخدم الماء بدلاً من البخار، ويتميّز بالبلاط السّاخن، والاسترخاء، وهو مناسب للذين لا يُفضّلون علاج البخار، ويتشابه الحمام التّركي والمغربي في فعاليّة تنظيف البشرة، والاسترخاء. 	نص الصفحة.

## فوائد الحمام المغربي
هناك العديد من الفوائد للجسم والبشرة عند عمل الحمام المغربيّ، ومنها:
- إزالة خلايا الجلد الميتة المتراكمة.
- تنقية الجسم من السّموم عن طريق إزالة الماء الزّائد من الجسم.
- المساعدة على التّخسيس، وإذابة الدّهون الموجودة على المفاصل.
- تنشيط الدّورة الدّموية.
- تهدئة الأعصاب، والتّقليل من الإجهاد، والتّوتر.
- المحافظة على حيويّة، وشباب، ونعومة البشرة.
- إزالة الأوساخ، ومنع انسداد مسام البشرة.
- تحفيز إنتاج الكولاجين في البشرة.
- التّخلّص من البشرة الجافة.

## ميزات الحمام المغربي
هناك العديد من الميزات للحمام المغربيّ، ومنها:
- الصّابون المغربي الأسود: فهو غنيّ بفيتامين E، ويصنع من زيت الزّيتون، والملح، والبوتاس، وهو مضادٌ للميكروبات، وينظّف البشرة بعمق، ويقلّل من علامات الشّيخوخة المبكرة فيها.
- طين الغسول المغربي: وهو رواسب قديمة في الجبال الشّماليّة الشّرقيّة الأطلسيّة من المغرب، ويحتوي على المعادن المفيدة للبشرة مثل المغنيسيوم، والبوتاسيوم، والكالسيوم، وينظّفها بإزالة السّموم، ويرطّبها، ويُستخدم كقناعٍ للجسم، ويمكن مزجه بماء الورد، أو ماء زهر البرتقال.
- زيت الأركان: ويعرف باسم ذهب المغرب، ويُحصد من شجرة الأركان التي تنمو في المنطقة الجنوبيّة الغربية من المغرب ويعتبر من الزّيوت النّادرة، وعالية الجودة؛ لاحتوائه على مضادات الأكسدة والأحماض الدّهنيّة، وغناه بفيتامين E، حيث يمتلك القدرة على تعزيز الأكسجين داخل الخلايا، وزيادة مناعة الجسم ضد الأمراض.
- اللوفا المغربية: فنسيجها القوي والمتين يساعد على تقشير البشرة بفاعليّة، وإزالة خلايا الجلد الميتة.

يعد الحمام المغربي تجربة شاملة للعناية بالجسم والاستجمام، ويعتبر من الطقوس التقليدية التي تحظى بشعبية في العديد من البلدان العربية.

## طقوس الحمام في العرس المغربي
يعتبر الحمام المغربي من العادات الأساسية التي تقوم بزيارتها العروس في المغرب، حيث تجتمع قريبات وصديقات العروس معها لقضاء يوم في الحمام المغربي، وخلال الحمام تخضع العروس لجلسات بخار وماسكات لتنظيف البشرة ومنحها النضارة والحيوية واللمعان وكما أن الحمام أيضا له طقوسه فتذهب العروس برفقة صديقاتها تأخد معها السكر لكي تعطيه إلى (الطيابة) المرأة التي تنتبه إلى الحمام وعند دخولهم يبدء صديقاتها بزغاريد داخل الحمام وتسبق إحدى صديقاتها خوفا على العروس من السحر من بعدها تتبعها صديقاتها وتكون العروس آخر من يدخل عند الاتسحمام تشعل شمعة وعلى العروس أن تنهي استحمامها قبل أن تنطفئ الشمعة وفي آخر طقس هو البخور عند انتهاء العروس من الحمام الخاص بها فإنها تبخر خوف من العين والحسد .

## هندسة الحمام المغربي
الحمام المغربي هو مرفق اجتماعي لا يخلو منه في المغرب حي أو درب أو زقاق. هذا الحمام هو جزء من مورفولوجيا المدن المغربية العتيقة عنوانه طهارة الأبدان وراحة الأنفاس. يشيّد هذا المرفق في الغالب جوار الجوامع بهندسة خاصة متميزة بالقباب والأقواس والأبهاء خلاف اتجاه القبلة، أبوابه قصيرة تمنع تسرب البخار وجدرانه مبلطة بخلطة الجير المخمر والبيض (تادلاكت) وسقوفه ذات كوات يتسلل منها ضوء خافت يبدد عتمة القباء.
تشمل هندسة الحمام المغربي ثلاثة قباء تقل درجة حرارتها من العليا في العمق (الدخلاني) إلى المعتدلة في المتوسط (الوسطاني) ثم الرحيمة في القبو الأول (البرّاني) المفضي إلى البهو المؤدي إلى قاعة الراحة والاسترخاء «الكَلسة» وهي غرفة فسيحة مُنَسَّمَة وليست باردة ببلاط الأرض الذي يكون غالبا من مرمر أبيض أو رخام.
يخترق هذه القباء قنوات مائية تنقل الماء فائرا (الساخن جدا) وباردا تضخه من صنابير نحاسية وتَعُبُّ منه ترعة كالصوان في القبو العميق (البرمة) تخزن الماء الساخن الذي ينهل منه المستحمون اتقاء الازدحام على الصنابير التي لا تكون الضرورة تدعو إلى ملء الدلاء منها سوى عند الحاجة للوضوء.
لا تسمح سقوف هذه القباء المقعرة الشكل بتقطير إكسير البخار من الماء العالق مثل العرق بجدران القبو على الرؤوس لأن تجويفها يمنع تماسك ذراتها في قطرات قد تقلق راحة المستحمين.

## مهن و مصطلحات خاصة بالحمام المغربي
يرتبط الحمام المغربي بخصوصيات ثقافية مغربية لها وظاءفها و أسماءها الخاصة مثل:
| المصطلح                 | تعريف للمصطلح |
| ----------------------- | --- |
| الكيس                   | |
| اللوفا                  | |
| الصابون البلدي          | صابون تقليدي باللون الأسود، يصنع من زيت الزيتون و أملاح معدنية و منتوجات معطرة                                   |
| الأقباب                 | دلو لإستعمال الماء البارد أو الساخن                                                                              |
| الكسال                  | المدلك في الحمام التقليدي للرجال                                                                                 |
| الطيابة                 | المدلكة في الحمام التقليدي للنساء                                                                                |
| الجلاسة                 | مضيفة الاستقبال (الغلاّسة) عند النساء و الأمينة عن الأمتعة                                                        |
| الأمين                  | مضيف الإستقبال عند الرجال و الأمين عن الأمتعة                                                                    |
| الفرناتشي               | المسِؤول عن تسخين الماء                                                                                           |
| الغاسول                 | خليط من رواسب الجبال الشّماليّة الشّرقيّة الأطلسيّة في المغرب، ويحتوي على المعادن المفيدة للبشرة                      |
| بيت الوضوء              | غرفة خاصة للإستنجاء و التخلص من شعر العانة                                                                       |
| البيت الدخلاني          | الحجرة الأكثر سخونة(حوالي 50 درجة و 100% رطوبة) في الحمام، عادة ما تحتوي على البرمة الساخنة (منبع الماء الساخن)  |
| البيت البراني           | الحجرة الأولى في نظام الحمام المغربي (بعد غرفة استبدال الملابس)، بحرارة معتدلة (حوالي 25 درجة مؤوية و 80% رطوبة) |
| البيت الوسطاني          | الحجرة الوسطى بدرجة حرارة مخصصة للإسترخاء (حوالي 35 درجة مؤوية و 90% رطوبة)                                      |
| البرمة (سخونة أو باردة) | حوض مائي من الزليج يسع لحوالي 700 لتر من الماء. الحمام المغربي يحتوي على الأقل على حوضين للماء.                  |
| الحجرة الحرشاء          | حجر بركاني خشن لفرك الرجلين                                                                                      |
| الفوطة                  | منشفة كبيرة من القطن                                                                                             |